# Tarqumia
Tarqumia est une ville d'environ 15 000 habitants situé à 12 km à l'ouest d'Hébron, près de Bayt Jibrin.
Sa superficie ne dépasse pas 27 000 hectares. 
Elle est composée de collines montagneuses et bâtie sur une colline de 350 à 550 m d'altitude.

## Histoire
Son installation paraît ancienne, peut-être de l'époque du royaume de Juda (931-586 avant notre ère).
Ce serait l'ancienne Tricomia (en), ville de la province byzantine de Palaestina Prima (390-636), un temps supposée (à tort) siège épiscopal dépendant du diocèse d'Antioche.
Cependant, de 1723 à 1926 (au moins), elle a été le siège d'un évêché catholique.